# Akane Torikai
Akane Torikai (鳥飼茜?) (Japón, 1981) es una mangaka, autora de Las mentiras de la profesora y Saturn Return entre otros trabajos. 

## Biografía
Akane Torikai nace en 1981 y siendo adolescente se interesó por el manga, y en particular por la obra de Kyōko Okazaki, autora de Pink o Helter Skelter. Fue durante un tiempo asistente de Minoru Furuya y luego lanzó su carrera como mangaka en 2004, en las páginas de un número especial de la revista Bessatsu Shôjo Friend . Durante algunos años escribió historias cortas, antes de comenzar a publicar su primera serie en 2010 en las páginas de la revista Morning Two, el manga seinen Ohayo Okaeri.
Entre 2010 y 2013 publicó una nueva serie, especialmente destacada, en Morning two: Las mentiras de la profesora (Sensei no shiroi uso). En este trabajo retrata la misoginia y la violencia sexual en la sociedad, retratando a una mujer que intenta reconstruirse después de una violación, a pesar de la pérdida de confianza en sí misma, el cuestionamiento de su feminidad o el miedo a los hombres. De sus ocho volúmenes ha vendido cerca de un millón de ejemplares  y en 2024 la obra fue adaptada a película de imagen real. Este fue su primer manga traducido internacionalmente en Francia (desde 2020 por Editions Akata, como En proie au silence), Estados Unidos (desde 2022 por Vertical, como Sensei's Pious Lie) y España (desde 2022 por Panini Cómics).
En 2013, hizo una notable incursión en el mundo del shōjo para adultos con Onna no ie (La casa de las mujeres) prepublicado en la revista Be Love. Otra de sus obras, prepublicada entre 2017 y 2018, lleva al extremo el modelo del matriarcado en una distopía, Mandarin jipushīkyatto no rōjō (publicado en occidente en Francia como Le siège des exilées).
Su serie Jigoku no Girlfriend fue adaptada a un drama por Fuji Television en 2019.
En 2019 comienza a publicar Saturn Return en la revista  Big Comic Spirits, una serie por la que sería nominada en la edición de 2024 del Premio Cultural Osamu Tezuka.
Participó como artista invitada en el Toronto Comic Arts Festival de 2022 y en el Festival de Angoulême de 2023. En este certamen, su traductora al francés Gaëlle Ruelle competía por el Prix Konishi, a la mejor traductora de manga.

## Obras
- Dramatic (ドラマチック Doramachikku?)
- Wakattenai no Watashi Dake (わかってないのはわたしだけ?)
- Ohayô Okaeri (おはようおかえり?) (prepublicado entre 2010 y 2013 en Monthly Morning Two, 5 vol.)
- Onna no Ie (おんなのいえ?) (prepublicado entre 2012 y 2016 en BE・LOVE, 8 vol.)
- Las mentiras de la profesora (先生の白い嘘 Sensei no shiroi uso?) (prepublicado entre 2010 y 2013 en Monthly Morning Two, 8 vol., publicado en España por Panini Cómics)[12]
- Jigoku no Girlfriend (地獄のガールフレンド Jigoku no gārufurendo?) (prepublicado entre 2010 y 2013 en Feel Young, 3 vol.)
- You've gotta love song (ユー ガッタ ラブソング?) (tomo único, 2015, publicado en España por Panini Cómics)[12]
- Romance Bôfu Iki (ロマンス暴風域 Romansu bōfū-iki?) (prepublicado entre noviembre de 2016 y diciembre de 2018 en Weekly SPA!, 2 vol.)
- Zenryaku, Zenshin no Kimi (前略、前進の君?) (prepublicado desde 2015 en Maybe!)
- Mandarin jipushīkyatto no rōjō (マンダリン・ジプシーキャットの籠城?) (prepublicado entre 2017 y 2018 en Da Vinci)
- Manga Mitai na Koi Kudasai (漫画みたいな恋ください?) (2018, Chikuma Shobō)
- Saturn Return (サターンリターン Satānritān?) (prepublicado desde enero de 2019 en Big Comic Spirits, publicado en España por Milky Way Ediciones)[12]